# Eliezer Gurary
Eliezer Gurary (ur. w Holonie w Izraelu) – rabin chasydzki z ruchu Chabad-Lubawicz, od 2006 rabin organizacji Chabad Lubawicz w Krakowie, której centrum mieści się w synagodze Izaaka przy ul. Kupa 18 w Krakowie. 
Inicjator publicznego zapalania chanukii przy ulicy Szerokiej w Krakowie. Od 2013 roku rabin Gminy Wyznaniowej Żydowskiej w Krakowie, zaś od 2014 roku Naczelny Rabin Krakowa.
Jego matką jest Rivka, zaś ojcem – Eliyahu Yochanan, naczelny rabin miasta Cholon. Żoną Eliezera jest od 2005 roku Ester Aidel, córka Chany i Meira Menachema Mendla Glitzensteinów, wnuczka rabina Leibela i Debory Alevskich, którzy zapoczątkowali i otworzyli dom Chabadu w Cleveland. Mają cztery córki.